# Peter Kerley
Sir Peter James Kerley (* 27. Oktober 1900 in Dundalk; † 15. März 1979) war ein irischer Radiologe. Er beschrieb die Kerley-Linien auf Röntgenaufnahmen der Lunge.

## Leben
Kerley studierte bis 1923 Medizin am University College Dublin. Anschließend absolvierte er eine radiologische Ausbildung in Wien – damals ein Zentrum des jungen Fachgebietes – und Cambridge. 1932 wurde ihm das Doktorat durch die Universität Dublin verliehen. In den Jahren 1939/40 stand er der Sektion Radiologie der Royal Society of Medicine (RSM) vor. Während des Zweiten Weltkrieges diente Kerley als Major im Royal Army Medical Corps (RAMC). Später war er in London am Westminster Hospital und dem Heart Hospital tätig und beriet das britische Gesundheitsministerium. Gemeinsam mit anderen Ärzten betreute er den an Lungenkrebs erkrankten britischen König Georg VI.
Von 1952 bis 1955 war Peter Kerley Präsident der Faculty of Radiologist, der Vorgängerorganisation des Royal College of Radiologists. Er war zudem Herausgeber der Fachzeitschrift Journal of the Faculty Radiologists.
Kerley war verheiratet, seine Frau starb 1973. Das Paar hatte zwei Töchter.

## Auszeichnungen (Auswahl)
- Fellow of the Royal College of Physicians (FRCP), 1943
- Roentgen Award des British Institute of Radiology, 1944
- Commander of the Order of the British Empire (CBE), 1951
- Commander des Royal Victorian Order (CVO), 1952
- Fellow of the Royal College of Radiologists (FRCR)
- Knight Commander des Royal Victorian Order (KCVO), 1972
- Sir Peter Kerley Lecture am Royal College of Radiologists (zweijährig, 1977–1998)[2]

## Veröffentlichungen (Auswahl)
- Peter Kerley: Recent advances in radiology. J. & A. Churchill. London, 1931.
- Cochrane Shanks, Peter Kerley (Hrsg.): Textbook of X-ray Diagnosis. (Mitherausgeber von ca. 1938 bis 1973)